# Roželov
Roželov je vesnice, část obce Hvožďany v okrese Příbram ve Středočeském kraji.

## Historie
První písemná zmínka o vesnici pochází z roku 1403. Od dávna náležel k třemšínskému panství a farní osadě Hvožďany. Později se Roželov dostal k rožmitálskému panství a zůstal při něm až do zrušení poddanství.
Roku 1790 bylo ve vsi 17 domů, poté roku 1837 – 32, r. 1862 – 45,r. 1870 – 47, r. 1880 – 48, r. 1890 – 52, r. 1921 – 54. Obyvatel bylo ve vsi roku 1837 – 219, r. 1870 – 342, r. 1890 – 333, r. 1921 – 302.
V obci Roželov byly v roce 1932 evidovány tyto živnosti a obchody: hostinec, kovář, 2 krejčí, mlýn, obuvník, obchod se smíšeným zbožím, 2 trafiky.

## Obyvatelstvo
| Rok            | 1869 | 1880 | 1890 | 1900 | 1910 | 1921 | 1930 | 1950 | 1961 | 1970 | 1980 | 1991 | 2001 | 2011 | 2021 |
| -------------- | ---- | ---- | ---- | ---- | ---- | ---- | ---- | ---- | ---- | ---- | ---- | ---- | ---- | ---- | ---- |
| Počet obyvatel | 342  | 358  | 333  | 300  | 323  | 302  | 288  | 208  | 204  | 189  | 153  | 116  | 136  | 132  | 107  |
| Počet domů     | 47   | 48   | 52   | 52   | 53   | 54   | 56   | 66   | 72   | 54   | 47   | 59   | 60   | 60   | 63   |

## Obecní správa
Při sčítání lidu v letech 1850–1879 Roželov byl samostatnou obcí v okrese Blatná. V letech 1880–1886 byl osadou obce Vacíkov v okrese Blatná. V letech 1886–1975 byl znovu obcí, se kterým patřil nejprve do okresu Blatná, ale od roku 1960 v okrese Příbram. Od 1. ledna 1976 je částí obce Hvožďany v okrese Příbram. V letech 1850–1879 k obci patřily Nouzov a Vacíkov a v letech 1850–1879 a v letech 1886–1975 také Planiny.

## Pamětihodnosti
- Zámeček Roželov – Bývalá myslivna z roku 1852, která byla na začátku 20. století přestavěna na letní sídlo pražského arcibiskupa.[9] K letokrádku byla přistavěna domácí kaple a založena zahrada se vzácnými druhy rostlin. Za komunistického režimu neslavně proslul jako místo, kde komunistické úřady držely v nezákonné internaci vůdčí osobnosti českých katolíků, internováni zde byli např. František Hála (24. srpna 1952 zde zemřel),[10] Jan Šrámek[10] či arcibiskup Beran a brněnský biskup Karel Skoupý. Od sedmdesátých let se zde konaly pionýrské tábory. Pro potřeby tábora vzniklo v blízkosti zámečku zázemí včetně koupaliště vystavěného v Akcích Z. Po roce 1989 areál se zámečkem patřily do majetku Lesů ČR. Areál byl užíván pro tábory až do roku 2015. Poté byl zámeček spolu s pozemky restitučně navrácen do majetku pražského arcibiskupství. Od roku 2016 je stavba bez využití.
- Hájovna Na Dědku – U cesty do Roželova směrem od Voltuše se nacházela hájovna Na Dědku. Za druhé světové války zde s rodinou žil hajný František Königsmark, který byl zapojen do ilegálního odboje. Hájovna sloužila jako partyzánská základna. Dne 26. října 1944 byla obklíčena gestapem a hajný se svým synem raději spáchali sebevraždu, než aby byli zatčeni. Manželka Marie byla odvedena do koncentračního tábora. U hájovny se nachází pomník obětem druhé světové války. Od roku 1992 hájovna patřila Skautům a jezdily do ní místní i přespolní spolky pracující s dětmi a mládeží. Dne 4. července 2019 kompletně vyhořela, když zde pobýval hasičský tábor. Po požáru byl zbytek stavby srovnán se zemí.[11] Na jejím místě vznikla nová stavba skautské základny, na jejíž financování vznikla Dědkoská sbírka.[12]

## Galerie

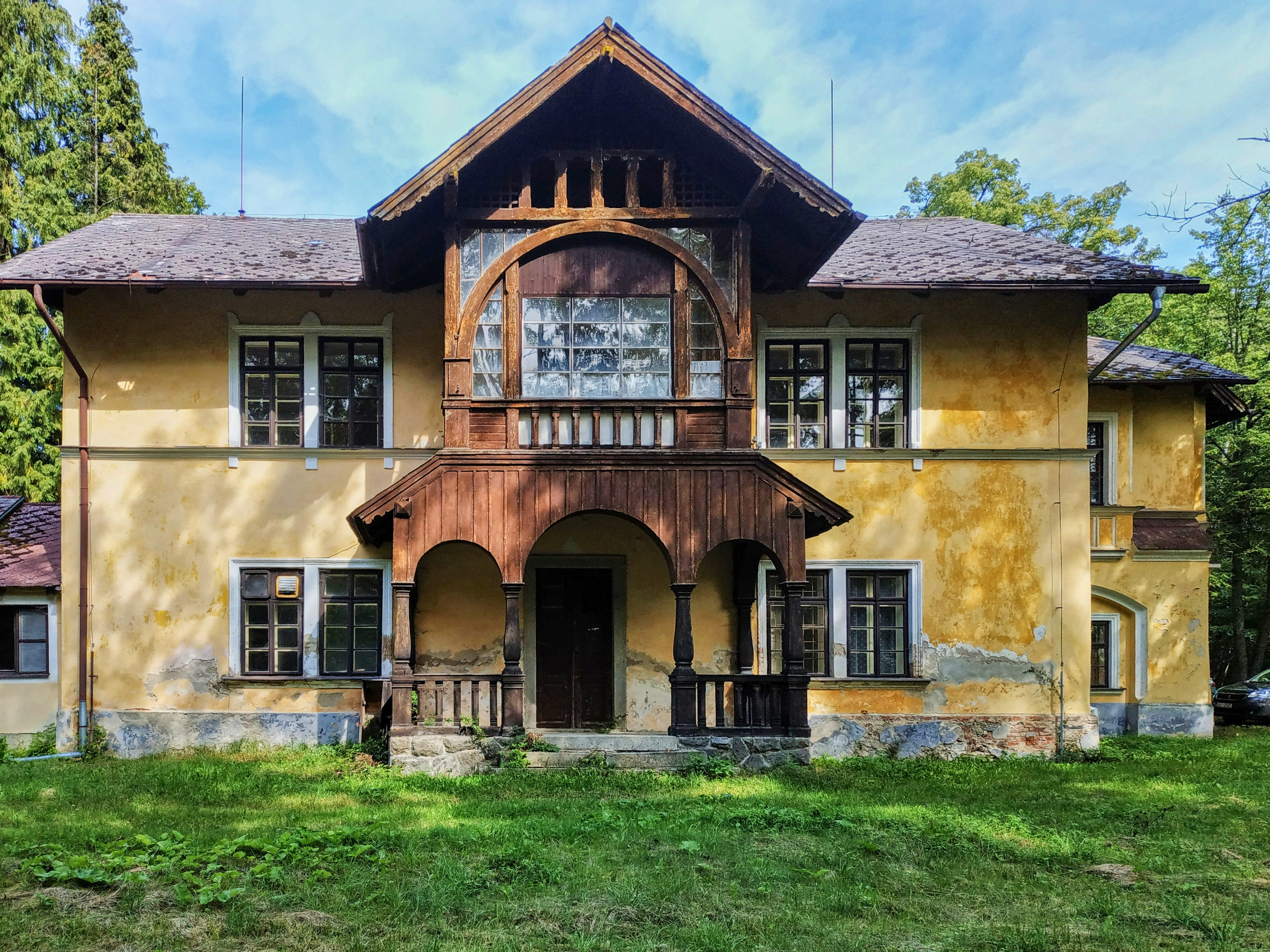
Zámeček Roželov (2019)
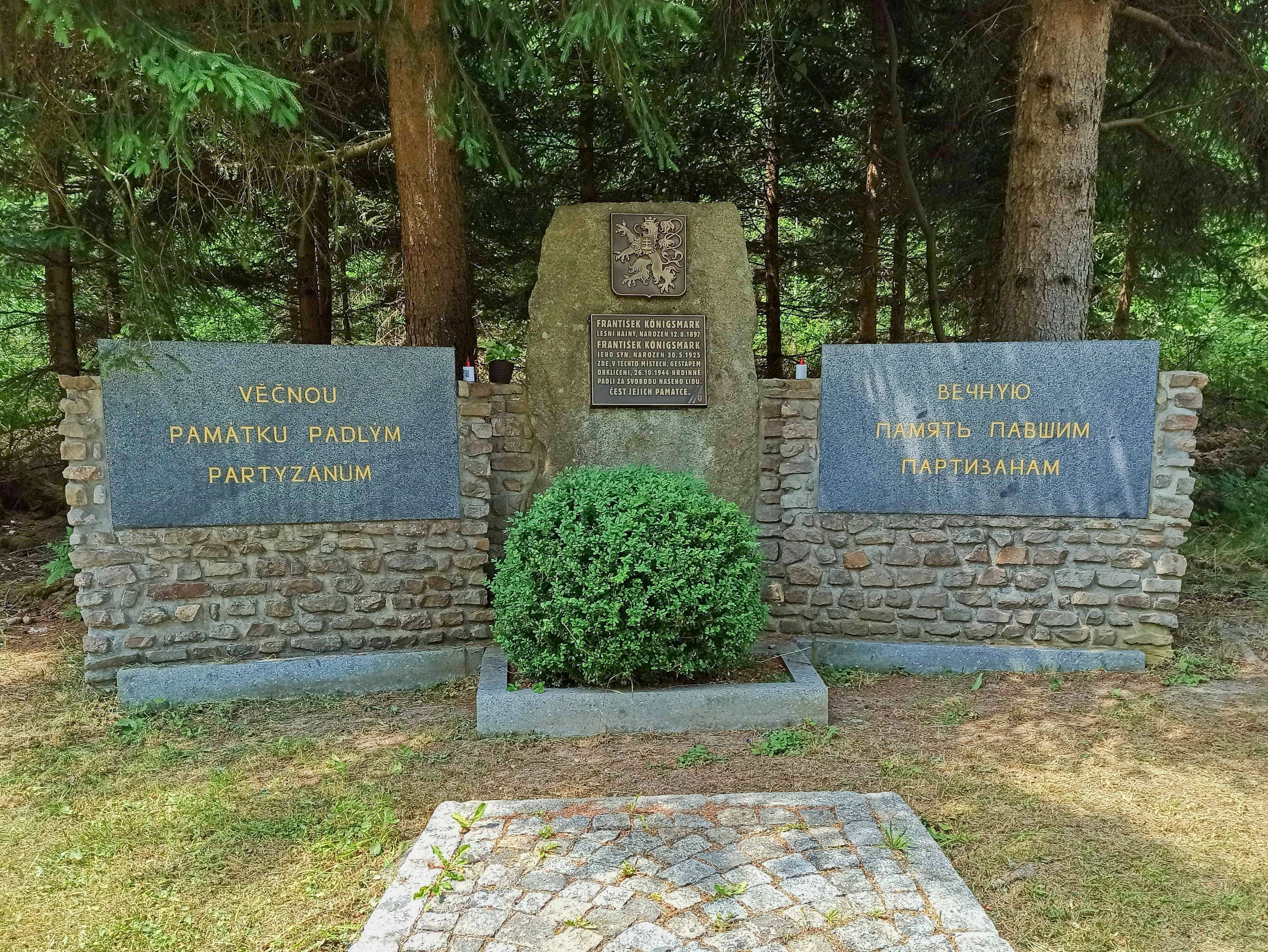
Památník partizánům Na Dědku